# 第216回国会
第216回国会（だい216かいこっかい）とは、2024年（令和6年）11月28日に召集された臨時国会である。会期は当初、12月21日までの24日間だったが、3日間延長され12月24日までの27日間となった。

## 概要
政治資金パーティー収入の裏金問題を受け、政治資金規正法の改正案や、補正予算案の審議が行われた。

### 政治改革

#### 各党の法案提出
12月4日
- 立憲民主党、日本維新の会、国民民主党、日本共産党、参政党、日本保守党、社会民主党は、政策活動費を廃止する内容の規正法改正案を共同で衆議院に提出した[3]。れいわ新選組と有志の会は不参加[4]。

12月9日
- 立憲民主党、有志の会、参政党、社会民主党は、政治団体を除き、企業や団体による政党への献金や政治資金パーティー券の購入を禁止する法案を共同で衆議院に提出した。個人献金については、寄付額に応じて税額控除を拡大させる。企業や労働組合などがつくる政治団体からの寄付を禁止の対象から除外しているため、日本維新の会や国民民主党などは不参加[5]。
- 自由民主党は、政策活動費の廃止や、外国人によるパーティー券の購入禁止などを盛り込んだ規正法の改正案を単独で衆議院に提出した。外交機密などに関わる、公開に配慮が必要な支出（当初は名称を「要配慮支出」としていたが、「公開方法工夫支出」に変更）について例外を設け、国会に新たに設置する「政治資金委員会」で監査する[6]。野党が求める企業・団体献金の禁止には一切触れられていない[7][注 1]。

12月10日
- 国民民主党と公明党は、政治資金の監視を行う第三者機関「政治資金監視委員会」を国会内に設置する法案を共同で衆議院に提出した[9]。

#### 法案審議
与野党各党が提出した法案は9本となり、12月11日に衆議院の特別委員会で審議入りした。
12月16日、自由民主党と立憲民主党は、立民など野党7党が提出した規正法改正案に自民が賛成し、「公開方法工夫支出」の新設を撤回することで合意。第三者機関設置に関しては、国民民主党と公明党が提出した法案に両党が賛成する。立民が提出した企業・団体献金禁止法案については、2025年3月末までに結論を得ると申し合わせた。同日、自由民主党は9日に提出した改正案から「公開方法工夫支出」の規定を削除するなどした修正法案を特別委員会に改めて提出した。
12月17日の委員会で、野党7党が提出した法案など3法案が、与党のほか立憲民主党や日本維新の会などの賛成多数で可決。同日中に本会議でも可決され衆議院を通過した。
12月24日、参議院の特別委員会で、与野党の賛成多数で可決。同日中に本会議でも可決され成立した。

### 旧文通費
国会議員に毎月100万円ずつ支給される調査研究広報滞在費（旧文書通信交通滞在費）について、使途の公開と残金の返納を盛り込んだ国会議員歳費法の改正案が、12月17日、衆議院本会議で可決され衆議院を通過。
12月20日、参議院本会議で全会一致で可決され成立。2025年8月1日に施行予定。
公開の範囲や方法、頻度、人件費や出張経費など使い道として認められる細目など具体策は先送りとなった。

### 補正予算案
12月9日、政府は2024年度一般会計の補正予算案を国会に提出。家計支援として低所得世帯向けの給付金や相次ぐ災害に見舞われた能登半島の復興など、歳出（支出）総額は13兆9433億円。
12月11日、立憲民主党は衆議院予算委員会理事会で修正案を単独で提出。政府案のうち緊急性が低く過大と判断した基金への支出1兆3600億円分の減額を要求。能登半島の復旧・復興へ1000億円の増額を盛り込んだ。
同日、自由民主党と立憲民主党が、立憲案の一部を反映した修正案を自由民主党が提出することで合意。予算案を巡り、野党の修正要求を反映し修正するのは、自民・社会・新党さきがけの3党連立政権下の1996年以来で、極めて異例。
同日、国民民主党は、自由民主党、公明党との税制協議での合意（後述）を受け、予算案に賛成すると表明した。
12月12日、衆議院予算委員会で採決され、与党に加えて日本維新の会と国民民主党の賛成多数で可決。立憲民主党は修正部分のみ賛成。同日中に本会議でも可決され衆議院を通過した。
12月17日、参議院予算委員会で採決され、与党に加えて日本維新の会と国民民主党の賛成多数で可決。同日中に本会議でも可決され成立した。

### 政治倫理審査会
12月17日、衆議院政治倫理審査会で、政治資金収支報告書への不記載が発覚した自由民主党議員の審査を開始。初日は旧安倍派に所属していた4人が出席。19日までに旧安倍派や旧二階派に所属していた15人を審査した。
12月18日、参議院政治倫理審査会で、収支報告書への不記載が発覚した自由民主党議員の審査を開始。初日は旧安倍派に所属していた4人が出席。23日に1人を、本国会閉幕後の25日に閉会中審査の形で4人を審査。他に18人が出席する意向を示している。

### 年収の壁、税制協議
いわゆる「年収の壁」の問題では、立憲民主党は130万円の壁の対策として、社会保険料の支払いによる減収分を給付で補う「就労支援給付制度」を創設する法案を前国会で衆議院に提出、継続審査となっている。国民民主党は103万円の壁の引き上げを促す法案を召集日に衆議院に提出した。
法案の審議は進んでいないが、自由民主党、公明党、国民民主党は会期中に税制協議を進めており、12月6日、子どもを持つ世帯の所得税負担を軽減する「特定扶養控除」の年収要件を103万円から引き上げることで合意。12月11日には103万円の壁を178万円を目指して2025年度から引き上げることで合意した。

### トリガー条項
国民民主党は12月6日、燃油価格の高騰対策として、ガソリン税の上乗せ（暫定税率）部分の課税を停止する「トリガー条項」の凍結解除などを盛り込んだ法案を衆議院に提出した。
12月11日、自由民主党、公明党、国民民主党は暫定税率の廃止で合意した。

## 各党・会派の議席数
| 計465、2024年（令和6年）11月11日時点 - 自由民主党・無所属の会 - 196 - 立憲民主党・無所属 - 148 - 日本維新の会 - 38 - 国民民主党・無所属クラブ - 28 - 公明党 - 24 - れいわ新選組 - 9 - 日本共産党 - 8 - 有志の会 - 4 - 参政党 - 3 - 日本保守党 - 3 - 無所属 - 4 - 欠員 - 0 | 計248、2024年（令和6年）11月28日時点 - 自由民主党 - 113 - 立憲民主・社民・無所属 - 42 - 公明党 - 27 - 日本維新の会 - 18 - 国民民主党・新緑風会 - 12 - 日本共産党 - 11 - れいわ新選組 - 5 - 沖縄の風 - 2 - NHKから国民を守る党 - 2 - 各派に属しない議員 - 8 - 欠員 - 8 |

## 今国会の動き

### 召集前
- 11月14日 - 第215回国会が閉会[38]。
- 11月15日 - 次期国会の召集日について与野党が合意[1]。
- 11月21日 - 衆参両院の議院運営委員会の理事会で、政府は次期国会を28日に召集すると伝達。与野党は会期を12月21日までの24日間とすることで合意[39]。

### 会期中
- 11月28日 - 召集[1]。
- 11月29日
  - 開会式[1]。
  - 衆参両院の本会議で石破茂首相が所信表明演説[1]。
- 12月2日 - 代表質問開始[1]。
- 12月5日 - 衆議院予算委員会で集中審議[1]。
- 12月6日 - 参議院予算委員会で集中審議[1]。
- 12月9日
  - 政府が2024年度補正予算案を提出[1]。
  - 衆参両院の本会議で加藤勝信財務相が財政演説[1]。
- 12月12日 - 補正予算案が修正のうえ衆議院を通過。
- 12月17日
  - 政治資金規正法の改正案など改革関連3法案が衆議院を通過。
  - 補正予算案が成立。
  - 衆議院政治倫理審査会で裏金問題に関与した自由民主党の議員の審査を開始。19日までに15人が出席。
- 12月18日 - 参議院政治倫理審査会で裏金問題に関与した自由民主党の議員の審査を開始。23日を含め5人が出席。
- 12月20日
  - 衆参両院の本会議で会期の3日間延長を議決[2]。
  - 旧文通費について使途の公開や未使用分の国庫返納を義務づける歳費法の改正案が成立。
- 12月24日 - 会期末[40]。
  - 政治改革関連3法案が成立。